# Jinsei×Boku=
Jinsei×Boku= (人生×僕= / Jinsei Kakete Boku wa / lit. Life Times Me Equals) — шестой студийный альбом японской рок-группы ONE OK ROCK. Был выпущен 06 марта 2013 года и смог подняться до 2-й позиции в еженедельном чарте Oricon. Этот альбом принес группе всемирную популярность, особенно после того как 1-й сингл «The Beginning» стал официальным саунд-треком для художественного фильма Бродяга Кэнсин. Песня поднялась до 2-й позиции в чарте Billboard Japan Hot 100 и продержалась там 45 недель. Следующий сингл «Deeper Deeper/Nothing Helps» был использован в видеоигре DmC: Devil May Cry («Nothing Helps») и использован для телевизионной рекламы Suzuki Swift («Deeper Deeper»).
Для ограниченного предварительного заказа в комплекте с альбомом был выпущен DVD-диск с записью акустического студийного исполнения песен «The Beginning» и «The Same As…».
Песню «The Beginning» можно услышать в фильме 2012 года Бродяга Кэнсин. Песня «Clock Strikes» была представлена в игре Ryū ga Gotoku Ishin! для PS3/PS4 Sega. Песня «Be The Light» была использована в анимационном фильме Космический пират Харлок с Сюном Огури и Харумой Миура в главных ролях.

## История и создание
После первых двух концертов в Yokohama Arena ONE OK ROCK заявили, что «хотят начать запись нового альбома.» Такие песни, как «The Beginning» и «Clock Strikes», были написаны задолго до выхода альбома Zankyo Reference.
В середине 2012 года их попросили записать песню для нового художественного фильма по популярной манге  Бродяга Кэнсин . Позднее сингл «The Beginning» был использован в качестве саундтрека к фильму.

## Продвижение
В 2013 году ONE OK ROCK провели свой первый тур по национальным аренам длительностью 11 дней (с 11 мая по 6 июня), в котором приняли участие более 100 000 зрителей в 6 городах. Они записали 22 песни со 2-го дня тура в Yokohama Arena и выпустили их на дисках в форматах Blu-ray и DVD под названием Jinsei×Kimi= (人生×君=) TOUR LIVE&FILM вместе с часовым документальным фильмом с этого тура.
Позднее группа провела свой первый мировой тур, проходивший в 11 странах Азии и Европы с октября по декабрь, в начале 2015 года были объявлены две дополнительные даты для концертов в Лос-Анджелесе и Нью-Йорке. Весной 2014 они приняли участие в Vans Warped Tour, успешно пополнив свою аудиторию за рубежом.

## Список композиций
Все аранжировки созданы ONE OK ROCK совместно с японским музыкантом, гитаристом и продюсером akkin (кроме трека 1, аранжировкой которого занимался Тору и akkin).
Все тексты написаны Такой.
| №                   | Название                                | Текст песни         | Музыка               | Длительность |
| ------------------- | --------------------------------------- | ------------------- | -------------------- | ------------ |
| 1.                  | «Introduction〜Where Idiot Should Go〜» | -                   | Тору                 | 1:12         |
| 2.                  | «Ending Story??»                        | Така                | Така Тору            | 4:15         |
| 3.                  | «Onion!»                                | Така                | Така                 | 3:18         |
| 4.                  | «The Beginning»                         | Така                | Така                 | 4:55         |
| 5.                  | «Clock Strikes»                         | Така                | Така Тору            | 3:55         |
| 6.                  | «Be the light»                          | Така                | Така                 | 5:39         |
| 7.                  | «Nothing Helps»                         | Така                | Така Тору Рёта Томоя | 4:48         |
| 8.                  | «Juvenile»                              | Така                | Така                 | 3:59         |
| 9.                  | «All Mine»                              | Така                | Така                 | 4:36         |
| 10.                 | «Smiling Down»                          | Така                | Така Тору            | 4:25         |
| 11.                 | «Deeper Deeper»                         | Така                | Рёта Томоя           | 3:35         |
| 12.                 | «69»                                    | Така                | Така Тору Рёта Томоя | 4:37         |
| 13.                 | «The Same As...»                        | Така                | Така                 | 4:36         |
| Общая длительность: | Общая длительность:                     | Общая длительность: | Общая длительность:  | 53:50        |

## Дополнительно
- К песне «Be the light» на официальном YouTube-канале группы загружено семь видов музыкальных видео с субтитрами на английском, японском, французском, китайском, испанском, португальском языках, а также без субтитров. Содержание одинаково во всех версиях.[8]
- Песня «Smiling Down» была написана в память о друге Кее Гото (также известного как «K»), вокалисте группы Pay Money To My Pain, который умер утром 30 декабря 2012 года из-за острой сердечной недостаточности.[9]
- Песня «69», произносится как rokku (яп. ロック, «рок»), название трека является ответом на название альбома: «Jinsei×Boku=».[10]. Название песни — это японская «игра чисел», или Гороавасэ.

## Чарты

### Альбом
| Чарт (2013)                        | Наивысшая позиция |
| ---------------------------------- | ----------------- |
| Японские альбомы (Oricon)          | 2                 |
| Японские альбомы (Billboard Japan) | 2                 |

### Синглы
| Название                      | Год  | Наивысшая позиция | Наивысшая позиция |
| Название                      | Год  | JPN Oricon        | JPN Billboard     |
| ----------------------------- | ---- | ----------------- | ----------------- |
| «The Beginning»               | 2012 | 5                 | 2                 |
| «the same as…»                | 2012 | —                 | 52                |
| «Deeper Deeper/Nothing Helps» | 2013 | 2                 | 3                 |
| «Clock Strikes»               | 2013 | —                 | 27                |

## Сертификации
| Регион                                                      | Сертификация | Продажи  |
| ----------------------------------------------------------- | ------------ | -------- |
| Япония (RIAJ)                                               | Платиновый   | 250 000^ |
| ^ Данные о тиражах приведены только на основе сертификации. |              |          |

## Награды
MTV Video Music Awards Japan
| Год  | Номинируемая работа | Категория        | Результат |
| ---- | ------------------- | ---------------- | --------- |
| 2013 | «The Beginning»     | Лучшее Рок Видео | Победа    |
| 2013 | «The Beginning»     | Лучший Саундтрек | Победа    |
| 2014 | «Be the light»      | Лучшее Рок Видео | Победа    |

Space Shower Music Video Awards
| Год  | Номинируемая работа | Категория        | Результат |
| ---- | ------------------- | ---------------- | --------- |
| 2013 | «The Beginning»     | Best Your Choice | Победа    |

## Участники записи
ONE OK ROCK
- Такахиро «Така» Мориути — Вокал
- Тору Ямасита — Рэп, Ритм-гитара
- Рёта Кохама — Бас-гитара
- Томоя Канки — Ударные